# Фейрмаунт (Північна Дакота)
Фейрмаунт (англ. Fairmount) — місто (англ. city) в США, в окрузі Ричленд штату Північна Дакота. Населення — 343 особи (2020).

## Географія
Фейрмаунт розташований за координатами 46°3′17″ пн. ш. 96°36′10″ зх. д. / 46.05472° пн. ш. 96.60278° зх. д. (46.054644, -96.602818).  За даними Бюро перепису населення США в 2010 році місто мало площу 0,83 км², уся площа — суходіл.

## Демографія
Згідно з переписом 2010 року, у місті мешкало 367 осіб у 153 домогосподарствах у складі 98 родин. Густота населення становила 441 особа/км².  Було 195 помешкань (234/км²).
Расовий склад населення:
| - 94,0 % — білих - 1,6 % — корінних американців - 0,3 % — чорних або афроамериканців - 0,3 % — азіатів - 1,4 % — осіб інших рас |

До двох чи більше рас належало 2,5 %. Частка іспаномовних становила 2,7 % від усіх жителів.
За віковим діапазоном населення розподілялося таким чином: 27,2 % — особи молодші 18 років, 57,3 % — особи у віці 18—64 років, 15,5 % — особи у віці 65 років та старші. Медіана віку мешканця становила 37,9 року. На 100 осіб жіночої статі у місті припадало 103,9 чоловіків;  на 100 жінок у віці від 18 років та старших — 105,4 чоловіків також старших 18 років.
Середній дохід на одне домашнє господарство  становив 56 995 доларів США (медіана — 45 750), а середній дохід на одну сім'ю — 72 714 долари (медіана — 63 750). Медіана доходів становила 41 250 доларів для чоловіків та 36 250 доларів для жінок. За межею бідності перебувало 8,5 % осіб, у тому числі 10,8 % дітей у віці до 18 років та 25,5 % осіб у віці 65 років та старших.
Цивільне працевлаштоване населення становило 207 осіб. Основні галузі зайнятості: виробництво — 21,3 %, освіта, охорона здоров'я та соціальна допомога — 19,8 %, роздрібна торгівля — 17,4 %.